# 이정걸
이정걸(李廷杰, 1962년 3월 19일 ~ )은 대한민국의 제8대 경상북도 문경시의원이다.

## 학력
- 1969.03 ~ 1975.02 점촌중앙국민학교 졸업
- 1975.03 ~ 1978.02 문경중학교 졸업
- 1978.03 ~ 1981.02 문창고등학교 졸업
- 1981.03 ~ 상주농업전문대학교 농업경영과 졸업

## 경력
- 농협중앙회 충주시지부 총무과장
- 농협중앙회 문경시지부 농정지원단장
- 농협은행 함창지점장
- 민주평화통일자문회의 문경시 협의회 자문위원
- 점촌중앙초등학교 총동창회 부회장
- 문경중학교 총동창회 부회장
- 문경중학교 운영위원
- 문창고등학교 운영위원장
- 2019.04 ~ 2022.06 제8대 경상북도 문경시의회 의원
  - 2019.04 ~ 2020.07 제8대 경상북도 문경시의회 전반기 총무위원회 위원
  - 2019.04 ~ 2020.07 제8대 경상북도 문경시의회 전반기 의회운영위원회 위원
  - 2019.04 ~ 2020.07 제8대 경상북도 문경시의회 전반기 예산결산특별위원회 위원장
  - 2020.07 ~ 2022.06 제8대 경상북도 문경시의회 후반기 부의장
  - 2020.07 ~ 2022.06 제8대 경상북도 문경시의회 후반기 산업건설위원회 위원
- 2022.07 ~ 제8대 경상북도 문경시의회 의원
  - 2022.07 ~ 제9대 경상북도 문경시의회 전반기 총무위원회 위원장

## 역대 선거 결과
|  | 31.26% |

|  | 62.03% |

|  | 27.29% |